# Jaci Figueiredo
Jaci de Figueiredo (Três Pontas, 10 de setembro de 1901) foi um político brasileiro e advogado. Proveniente de uma família de políticos, Jaci era filho de um ex deputado federal por Minas Gerais, Domingos de Figueiredo, e sobrinho do deputado estadual em Minas Gerais, Domingos Ribeiro de Resende. Além de deputado federal, seu pai foi promotor público e advogado. Jaci de Figueiredo é filho de Ambrosina de Paiva Figueiredo.
Seguindo os passos do pais, Jaci também se formou em Direito, em 1925, pela Faculdade Nacional de Direito, localizada no Rio de Janeiro. Atuou na profissão por cerca de 10 anos, iniciando sua carreira em Varginha (MG), cidade no qual viria assumir a prefeitura anos depois, em 1937.
Após sua falha tentativa de se eleger deputado estadual, em 1945 Jaci representou o estado de Minas Gerais como deputado à Assembleia Nacional Constituinte pelo Partido Republicano (PR). Em setembro de 1946 foi promulgada a nova Carta e, em reflexo à transformação da Constituinte do Congresso Ordinário, o advogado passou a fazer parte da equipe de Comissão Permanente de Legislação Social da Câmara e Comissão Parlamentar de Inquérito, atuando sobre o Departamento Nacional de Café.
Uma de suas principais atuações na política foi pelo seu apoio a criação do Centro de Estudos e Defesa do Petróleo e da Economia Nacional (CEDPEN). Sua defesa ao projeto se fez com a tese do monopólio estatal já defendida por outros políticos do partido na época. Com a criação, Jaci passou a integrar no conselho consultivo desta nova entidade governamental.
Após 1951, Jaci não teve sucesso com as tentativas de reeleição, tanto em outubro de 1950, quanto ao mandato federal pelo Partido Republicano em 1954. Um ano depois do regime militar se instaurar no país, em abril de 1964, Jaci filia-se à Aliança Renovadora Nacional (Arena), partido que desde o início foi favorável a instauração da ditadura militar no Brasil. Seguindo essa nova legenda, Jaci conseguiu se candidatar para prefeito de Vargina em 1965, cargo em que ficou até março de 1970.